# Linneasjön
Linneasjön är en sjö i Nybro kommun i Småland och ingår i Ljungbyåns huvudavrinningsområde.
Sjön ligger knappt en kilometer sydost om Nybros centrum och gränsar i väster till Joelskogen och i söder till Thebacken. Under Nybros tid som brunnsort fanns ett kallbadhus vid sjön.
Ursprungligen kallades sjön Kvarnaslätsgölen, efter den medeltida lantgården Qvarnaslät. Sitt nuvarande namn fick sjön efter blomman linnea, som är Smålands landskapsblomma i samband med att Linnéaparken anlades och området kom att gå i brunnsområdet vid Nybro Brunn och Badanstalt. I sjön finns gräskarp, spegelkarp och inplanterad sutare. Fisket är fritt och badmöjligheterna goda. Det finns en badplats i söder, vid Joelskogens camping, och en i norr, vid Strandvägen. Under perioder har dock vattnet varit otjänligt för bad, på grund av höga bakteriehalter.